# Jazz Studio 5
| Recensione | Giudizio |
| ---------- | -------- |
| AllMusic   | [ 1 ]    |

Jazz Studio 5 è un album discografico a nome di Ralph Burns and His Orchestra, pubblicato dalla casa discografica Decca Records nel 1956.

## Tracce
Lato A
1. Cool Cat on a Hot Tin Roof – 5:16 (Ralph Burns) – Registrato il 29 Settembre 1955 a New York
2. What Am I Here For – 5:59 (Duke Ellington) – Registrato il 29 Settembre 1955 a New York
3. Jazz Club U.S.A. – 5:23 (Leonard Feather) – Registrato il 29 Settembre 1955 a New York

Lato B
1. I'll Be Around – 4:30 (Alec Wilder) – Registrato il 06 Ottobre 1955 a New York
2. Royal Garden Blues – 7:30 (Clarence Williams, Spencer Williams) – Registrato il 06 Ottobre 1955 a New York
3. Nocturne – 3:27 (Ralph Burns) – Registrato il 06 Ottobre 1955 a New York
4. South Gonzales Street Parade – 5:30 (Ralph Burns) – Registrato il 06 Ottobre 1955 a New York

## Musicisti
- Ralph Burns - pianoforte, arrangiamenti
- Joe Newman - tromba
- Billy Byers - trombone
- Jim Buffington - corno francese
- Bill Barber - tuba
- Dave Schildkraut - sassofono alto, clarinetto
- Herbie Mann - sassofono tenore, flauto, flauto alto, piccolo
- Danny Bank - sassofono baritono, clarinetto
- Milton Hinton - contrabbasso
- Osie Johnson - batteria[5]